# Jurij Moroz
Jurij Moroz (Sorokyne, 29 settembre 1956 – 14 luglio 2025) è stato un regista russo.

## Filmografia parziale

### Regista
- Podzemel'e ved'm (1990)
- Čёrnyj kvadrat (1992)